# Cantó de Bourgueil
El cantó de Bourgueil és un cantó francès del departament de l'Indre i Loira, situat al districte de Chinon. Té 8 municipis i el cap és Bourgueil.

## Municipis
- Benais
- Bourgueil
- Chouzé-sur-Loire
- Continvoir
- Gizeux
- La Chapelle-sur-Loire
- Restigné
- Saint-Nicolas-de-Bourgueil

## Història
| Data d'elecció                           | Identitat         | Partit        | Qualitat |
| ---------------------------------------- | ----------------- | ------------- | -------- |
| 1945-1961                                | Georges Thauraux  | radical       |          |
| 1961-1967                                | Robert Amirault   | radical       |          |
| 1967-1979                                | Jean Chamboissier | Divers droite |          |
| 1979-1985                                | Norbert Echapt    | PS            |          |
| 1985-1998                                | Jean Chamboissier | Divers droite |          |
| 1998-2004                                | Jean Dumont       | Divers droite |          |
| 2004-                                    | Pierre Junges     | Divers gauche |          |
| les dades anteriors no són pas conegudes |                   |               |          |
|                                          |                   |               |          |